# Bagley (Iowa)
Bagley es una ciudad situada en el condado de Guthrie, en el estado de Iowa, Estados Unidos. Según el censo de 2000 tenía una población de 354 habitantes.

## Geografía
Según la Oficina del Censo de los Estados Unidos, la localidad tiene un área total de 0,79 km², la totalidad de los cuales corresponden a tierra firme.

## Demografía
Según el censo de 2000, había 354 personas, 144 hogares y 96 familias residiendo en la localidad. La densidad de población era de 447,17 hab./km². Había 157 viviendas con una densidad media de 195,5 viviendas/km². El 96,89% de los habitantes eran blancos, el 0,28% afroamericanos, el 2,26% de otras razas, y el 0,56% pertenecía a dos o más razas. El 5,93% de la población eran hispanos o latinos de cualquier raza.
Según el censo, de los 144 hogares, en el 29,9% había menores de 18 años, el 51,4% pertenecía a parejas casadas, el 9,7% tenía a una mujer como cabeza de familia, y el 33,3% no eran familias. El 30,6% de los hogares estaba compuesto por un único individuo, y el 16,7% pertenecía a alguien mayor de 65 años viviendo solo. El tamaño promedio de los hogares era de 2,46 personas, y el de las familias de 3,01.
La población estaba distribuida en un 27,1% de habitantes menores de 18 años, un 9,6% entre 18 y 24 años, un 26,3% de 25 a 44, un 19,2% de 45 a 64, y un 17,8% de 65 años o mayores. La media de edad era 37 años. Por cada 100 mujeres había 87,3 hombres. Por cada 100 mujeres de 18 años o más, había 84,3 hombres.
Los ingresos medios por hogar en la localidad eran de 29.219 dólares ($), y los ingresos medios por familia eran 38.036 $. Los hombres tenían unos ingresos medios de 26.875 $ frente a los 16.429 $ para las mujeres. La renta per cápita para la ciudad era de 13.754 $. El 16,1% de la población y el 9,7% de las familias estaban por debajo del umbral de pobreza. El 14,1% de los menores de 18 años y el 9,8% de los habitantes de 65 años o más vivían por debajo del umbral de pobreza.